# استیون دویک
استیون دویک (انگلیسی: Steven Dewick؛ زادهٔ ۲ فوریهٔ ۱۹۷۶ شناگر اهل استرالیا بود.
وی در مسابقات کشوری و بین‌المللی در مجموع برندهٔ ۱ مدال طلا، ۲ مدال نقره، ۱ مدال برنز شده‌است.